# Список эпизодов телесериала «Плохие»
Список серий британского трагикомедийно-фантастического телесериала «Плохие», который выходил на телеканале E4 с 12 ноября 2009 года по 11 декабря 2013 года.
Пятерых правонарушителей, трудящихся на общественных работах, во время разразившегося шторма поражает молнией, после чего у них открываются суперсилы, высмеивающие их основные черты характера: трудная Келли (Лорен Сока) внезапно начала слышать мысли людей, пристыженный спортивный герой Кёртис (Нейтан Стюарт-Джарретт) обнаруживает, что у него есть способность повернуть время вспять, когда он о чём-либо сожалеет, тусовщица Алиша (Антония Томас) может вызывать у человека сексуальное безумство одним прикосновением. Крайне застенчивый Саймон (Иван Реон) может сделать себя невидимым. Лишь самоуверенный Нейтан (Роберт Шиэн) поначалу переживает, что ему не досталось никакой способности.
Вместо восхищения герои постепенно понимают, что все эти новые сверхспособности, которые им не особо-то были и нужны, не дар свыше, а тяжёлая ноша, приносящая душевную боль в их и так не очень успешные жизни.

## Обзор сезонов
| Сезон | Сезон | Эпизоды | Оригинальная дата выхода | Оригинальная дата выхода |
| Сезон | Сезон | Эпизоды | Премьера сезона          | Финал сезона             |
| ----- | ----- | ------- | ------------------------ | ------------------------ |
|       | 1     | 6       | 12 ноября 2009           | 17 декабря 2009          |
|       | 2     | 7       | 11 ноября 2010           | 19 декабря 2010          |
|       | 3     | 8       | 30 октября 2011          | 18 декабря 2011          |
|       | 4     | 8       | 28 октября 2012          | 16 декабря 2012          |
|       | 5     | 8       | 23 октября 2013          | 11 декабря 2013          |

## Список серий

### Сезон 1 (2009)
| № общий | № в сезоне | Название                          | Режиссёр   | Автор сценария | Дата премьеры   |
| --- | ---------- | --------------------------------- | ---------- | -------------- | --------------- |
| 1 | 1          | «Episode One» «Первый эпизод»     | Том Грин   | Говард Оверман | 12 ноября 2009  |
| Кёртис, Келли, Саймон, Алиша, Нэйтан и Гэри — молодые ребята, попавшие на общественные работы за совершенные ими преступления. В первый день работ все они, за исключением находившегося в туалете Гэри, попадают в странную грозу, после чего Келли и Саймон обнаруживают у себя проявляющиеся спонтанно сверхспособности — чтение мыслей и невидимость соответственно. На следующий день ребята получают задание стереть со стены Общественного Центра граффити «Я вас убью», и Келли, прочитав нелицеприятную мысль Нэйтана, выходит из себя и покидает работы, и вскоре после этого подвергается нападению со стороны Тони — надзирателя, из-за грозы ставшего психически неуравновешенным. Следуя за девушкой, Тони забегает в Общественный Центр, где в это время находились остальные члены группы, и убивает Келли, но Кёртис внезапно отматывает время назад и предупреждает товарищей об опасности. Пытаясь укрыться в безопасном месте, ребята обнаруживают тело Гэри, убитого надзирателем в прошлый вечер, и случайно раскрывают способность Алиши — при прикосновении к ней Кёртис и Саймон начинают испытывать неконтролируемое сексуальное влечение к Алише. Когда в здание врывается Тони, Келли удается сначала оглушить, а потом убить его. Ребята закапывают тела Гэри и Тони под мостом и дают друг другу слово молчать. |            |                                   |            |                |                 |
| 2 | 2          | «Episode Two» «Второй эпизод»     | Том Грин   | Говард Оверман | 19 ноября 2009  |
| Ребята получают задание помогать старикам в доме престарелых, где Нэйтан знакомится с молодой волонтершей Рут. Общаясь с ней вне центра, Нэйтан замечает Джереми, сожителя его матери, роющегося в мусорном баке в обнаженном виде. Нэйтан следует за ним, дабы запечатлеть увиденное на камеру мобильного телефона, но Джереми сбивает его с ног и облизывает, в результате чего были сфотографированы только ягодицы и гениталии Джереми. Нэйтан показывает фотографию матери, дабы та порвала с сожителем, но она уже знает об этом от самого Джереми. Гроза повлияла и на него, и теперь Джереми приобретает повадки собаки, случайно увидев терьера. Рут приглашает Нэйтана к себе домой, где они занимаются сексом; при оргазме Рут превращается в старуху, чем шокирует Нэйтана и заставляет сбежать. Оказывается, на самом деле Рут 82 года, и она очень хотела помолодеть, а гроза исполнила это желание. Впоследствии Нэйтан старается избегать разговоров с вновь перевоплотившийся Рут, а когда приходит к ней домой, решив извиниться, находит её умершей в кресле. Тем временем, ребята получают листовки неизвестного происхождения, из которых становится понятно, что некто знает о том, что Тони погиб от их рук. |            |                                   |            |                |                 |
| 3 | 3          | «Episode Three» «Третий эпизод»   | Том Харпер | Говард Оверман | 26 ноября 2009  |
| Саймон заводит знакомство по интернету с некой «Shygirl 18»; под этим ником скрывается новая надзирательница, Салли, чьим женихом был Тони. Она подозревает, что группа как-то связана с его исчезновением. Обнаружив, что под мостом начинают копать фундамент, ребята выкапывают тела и отвозят их в Общественный Центр, а потом пытаются вернуть на место, спрятав в багажнике машины Салли, но их план срывается. В конце концов, Салли обнаруживает трупы, но благодаря способности Кёртиса и хулиганскому поступку Нэйтана угроза нейтрализована, а тела возвращены на место — благо что фундамент залили бетоном. |            |                                   |            |                |                 |
| 4 | 4          | «Episode Four» «Четвёртый эпизод» | Том Грин   | Говард Оверман | 3 декабря 2009  |
| Кёртиса навещает его бывшая девушка Сэм, отсидевшая в тюрьме вследствие неудачной покупки наркотиков вместе с Кёртисом на дискотеке. Они ругаются, и Кёртис возвращается в тот самый день и пытается исправить ситуацию. В первый раз Сэм погибает от руки наркодилера, и Кёртис отматывает время вновь. Ему удается избавиться от наркотиков, и парень возвращается в альтернативное настоящее, в котором остальные участники группы, кроме Нэйтана, были убиты надзирателем — Кёртиса с ними не было, и некому было отмотать время. Кёртис вновь попадает в клуб и устраивает всё так, чтобы наркотики нашли только у него и отправили за это на исправительные работы. В результате все спасены, но в новой, исправленной реальности Сэм тоже является девушкой Кёртиса... |            |                                   |            |                |                 |
| 5 | 5          | «Episode Five» «Пятый эпизод»     | Том Харпер | Говард Оверман | 10 декабря 2009 |
| Кёртис пытается порвать с Сэм, а Нэйтана подчиняет себе грудной ребёнок, желающий сделать того своим отцом. В это время Салли подкатывает к Саймону, пытаясь выяснить причины исчезновения Тони. В конце концов, она находит на телефоне Саймона видеозапись, на которой Нэйтан упоминает убийство надзирателя. Саймон узнает об этом, но отказывается сдать своих единственных друзей полиции; он пытается остановить Салли и в стычке с нею случайно толкает головой на дверную ручку. Салли умирает у него на руках. |            |                                   |            |                |                 |
| 6 | 6          | «Episode Six» «Шестой эпизод»     | Том Харпер | Говард Оверман | 17 декабря 2009 |
| В городе появляется некое христианское сообщество, в которое входят, по большей части, бывшие трудные подростки. Дело в том, что у лидера группы, Рэйчел, есть способности к гипнозу, которые она использует для «исправления» шпаны на свой лад. Под влияние Рэйчел попадает и Алиша, с помощью которой впоследствии похищают и подчиняют Кёртиса. Оставшиеся трое пытаются противостоять чарам, используя наушники, но Келли также становится одной из «исправленных»; Саймону удается убежать, используя невидимость, Нэйтана же спасает неизвестный на велосипеде. Притворившись «исправленным», Нэйтан проникает в Общественный центр и берёт Рэйчел в заложники, угрожая ей пистолетом, после чего выводит на крышу и толкает речь толпе «исправленных». Тем временем Рэйчел понимает, что пистолет — водяной, и между ней и Нэйтаном случается потасовка, в результате чего оба падают с крыши и погибают. Через некоторое время Нэйтан просыпается в гробу: оказывается, что он бессмертен. |            |                                   |            |                |                 |

### Сезон 2 (2010)
| № общий | № в сезоне | Название                                    | Режиссёр    | Автор сценария | Дата премьеры   |
| --- | ---------- | ------------------------------------------- | ----------- | -------------- | --------------- |
| 7 | 1          | «Episode One» «Первый эпизод»               | Том Грин    | Говард Оверман | 11 ноября 2010  |
| По наводке человека в маске ребята откапывают Нэйтана, и тот возвращается в строй. Одновременно с этим, компания получает нового надзирателя, Шона, который крайне пренебрежительно относится к ребятам и своим обязанностям. Шон дает ребятам задание работать с пациентами психиатрии, среди которых находится Люси, помешанная на любви к Саймону. Не добившись от него взаимности, Люси мстит, используя свою способность превращаться в других людей. Она ссорит пятёрку между собой, а потом под видом Саймона пытается донести полицейскому Питу об убийстве Салли, чей труп Саймон держал в морозилке, но настоящий Саймон уговаривает Люси не совершать этого и извиняется за своё отношение к девушке. |            |                                             |             |                |                 |
| 8 | 2          | «Episode Two» «Второй эпизод»               | Том Грин    | Говард Оверман | 18 ноября 2010  |
| Нэйтан встречает своего сводного брата Джейми, о существовании которого до сего дня не слышал. Как оказалось, Джейми не в ладах с их общим отцом, из-за чего огрел последнего тостером и засунул в багажник своей машины. Кое-как разрешив ситуацию, братья вместе с друзьями Нэйтана и барменшей Лили, способной к криокинезу, идут в клуб, где принимают некий наркотик, «разворачивающий способности». Для Джейми и Лили это становится фатальной ошибкой: занимаясь с Джейми сексом в машине, Лили случайно поджигает себя и салон, и автомобиль взрывается. Джейми остается невредим, и Нэйтан вместе с ним идет к отцу, от которого узнает, что его брат погиб; таким образом, Нэйтан способен не только воскресать, но и видеть призраки умерших. Он мирится с отцом, и души Джейми и Лили могут быть свободны. |            |                                             |             |                |                 |
| 9 | 3          | «Episode Three» «Третий эпизод»             | Том Грин    | Говард Оверман | 25 ноября 2010  |
| Человек в маске несколько раз спасает жизнь Алише, и она в конце концов узнает, что под маской скрывается не кто иной, как Саймон из будущего. Он говорит Алише, что вернулся, чтобы проконтролировать некоторые события, и что в будущем они полюбят друг друга, после чего занимается с ней сексом — по-нормальному, ибо на Саймона из будущего не действуют чужие способности. Тем временем, обиженный на Нэйтана татуировщик, способный изменять реальность при помощи татуировок, превращает Нэйтана в гея и влюбляет в себя Келли. Вернуть всё, как было, помогает Саймон из будущего, дав ребятам пакетик жареного арахиса, на который у татуировщика аллергия. |            |                                             |             |                |                 |
| 10 | 4          | «Episode Four» «Четвёртый эпизод»           | Оуэн Харрис | Говард Оверман | 2 декабря 2010  |
| На общественных работах появляется новенький по имени Олли, способный к телепортации. К несчастью, вскоре он погибает от пули психопата Тима — бывшего игромана, из-за грозы ставшего воспринимать реальность как компьютерную игру; впоследствии сердце Олли пересаживают девушке Никки, встречающейся с Кёртисом, и та перенимает способность Олли. Тим берёт в заложники Келли, считая её своей любовницей, и требует взамен деньги, которые, как он думает, у него украли. Ребята узнают, что «игра» закончится, если всё будет происходить по её сценарию, и грабят банк, используя невидимость Саймона, но Тим берёт в заложники их и оказавшуюся поблизости Никки и вывешивает всех на крюках, требуя выдать им Конти (главаря банды из игры) под страхом смерти. Алише удаётся сбежать, и, когда Тим уже почти настигает девушку, появляется Саймон из будущего и заслоняет её от пули своим телом, попутно говоря, что он и есть Конти. Игроман уходит, а Саймон умирает на руках у Алиши. Следуя последней воле Саймона, она сжигает его тело, дабы в этом времени не осталось никаких следов его присутствия. |            |                                             |             |                |                 |
| 11 | 5          | «Episode Five» «Пятый эпизод»               | Оуэн Харрис | Говард Оверман | 9 декабря 2010  |
| Нэйтан случайно натыкается на полуголую девушку в раздевалке и шутит над ней по этому поводу. Через несколько минут Нэйтана убивают, но ему не удаётся разглядеть обидчика, так как тот предусмотрительно выключил свет. На следующий день Нэйтан начинает подозревать волонтёршу Джессику — ту самую девушку из раздевалки — в своём убийстве. Так как Джессика проявляет симпатию к Саймону, последний думает, что Нэйтану просто завидно, и не воспринимает его слова всерьёз. Тем временем, Келли знакомится с простодушным здоровяком Бруно, скрывающимся от полиции, и не без помощи телепатии понимает, что тот в неё влюбился; между ними завязываются отношения. Вскоре вся пятёрка правонарушителей посещает костюмированную вечеринку с целью разобраться, кто на самом деле убивает местных подростков — случай с Нэйтаном был не единственным; на этой же вечеринке присутствуют Джессика и Бруно. Выясняется, что убийца — любящий отец Джессики, вследствие грозы получивший способность находить свою дочь, где бы она ни была, и ставший расправляться со всеми парнями, оказывающимися рядом с ней в «неудобные» моменты. Он убивает случайного юношу, одетого в тот же костюм, что и Саймон, а когда находит настоящего Саймона, успевшего заняться сексом с Джессикой, свирепеет, но не успевает ничего сделать, будучи вырубленным Алишей. Тем временем, полиция вновь выходит на след Бруно, и тот пытается убежать вместе с Келли, но в конце концов вступает в драку с представителями правопорядка, которые смертельно его ранят. Умирая, Бруно превращается в гориллу — всю жизнь, проведённую в местном зоопарке, он мечтал стать человеком, и гроза исполнила его желание. |            |                                             |             |                |                 |
| 12 | 6          | «Episode Six» «Шестой эпизод»               | Оуэн Харрис | Говард Оверман | 16 декабря 2010 |
| Замкнутый в себе паренёк Брайан, работающий в молочном отделе, после грозы обретает способность, которую сам называет «лактокинезом» — управление молочными продуктами. Брайан рассказывает о своей способности по телевизору и становится звездой эфира, что не нравится Нэйтану, также возжелавшему славы. Шон, сидя в туалете, подслушивает разговор ребят касательно их возможностей, и сливает информацию в СМИ. Ребята в одночасье становятся знаменитостями, что не нравится лишь Саймону; вслед за ними о своих способностях начинают рассказывать и другие уникумы. Брайан, ныне представляющийся как «Мсье Гранд Фромаж», пытается подружиться с ребятами, но Нэйтан поднимает его на смех и даёт парню прозвище «Молочник». Брайан идёт к своей девушке, но та в грубой форме пресекает его ухаживания, намереваясь разорвать отношения ввиду неактуальности такой нелепой способности. Это становится последней каплей для Брайана, и он убивает девушку, забив её дыхательную систему съеденным намедни йогуртом. Впоследствии при помощи молочных продуктов он убивает целительницу Дэйзи, менеджера уникумов и Келли, а Алишу берёт в заложники. Кёртис, Саймон и Никки пытаются найти злодея, но Никки случайно телепортируется прямо в его номер и становится жертвой Молочника вместе с Алишей. Затем Нэйтан пытается отомстить Молочнику за Келли, но тот превращает его в "овощ", повреждая мозг моцареллой. Молочник не может влиять только на Кёртиса, так как у того непереносимость лактозы, и пытается пырнуть того ножом, но удар приходится на ставшего невидимым Саймона. Задыхаясь, он говорит Кёртису, что все мертвы, и Кёртис возвращается в тот самый день, когда они получили известность. Кёртис объясняет друзьям ситуацию, и они навещают Брайана, избив его и не дав выпустить видео с демонстрацией лактокинеза. Через некоторое время истекает срок общественных работ. |            |                                             |             |                |                 |
| 13 | 7          | «Christmas Special» «Рождественский эпизод» | Том Харпер  | Говард Оверман | 19 декабря 2010 |
| Общественные работы закончились, и ребята устраиваются на работу. Келли работает уборщицей, Алиша и Кёртис барменами, Нэйтан раздает флаера. Алиша передала свои сверхспособности другому человеку по имени Сет, который стал продавать их за большие деньги. Нэйтан тоже продает свои силы и отдает деньги подруге. Все остальные последовали примеру Нэйтана и тоже продали свои силы. Способности забирает себе человек, прозвавший себя Иисусом, за счёт чего собирался разбогатеть. Он нанимает воришку с улицы, который приходит в бар к Кёртису, где случайно убивает Никки. Впоследствии пятёрка пытается выкрасть накопленные деньги у Иисуса, он пытается остановить их и погибает от удара по голове шкафчиком из раздевалки, в котором и были деньги. Отбросы всё-таки забирают деньги и хотят на них вернуть свои силы. Сезон заканчивается тем, что герои получают силы, но не те, что у них были раньше. |            |                                             |             |                |                 |

### Сезон 3 (2011)
| № общий | № в сезоне | Название                          | Режиссёр                         | Автор сценария | Дата премьеры   |
| --- | ---------- | --------------------------------- | -------------------------------- | -------------- | --------------- |
| 14 | 1          | «Episode One» «Первый эпизод»     | Уэйн Че Йип и Алекс Гарсия Лопез | Говард Оверман | 30 октября 2011 |
| После окончания общественных работ ребята всё ещё вместе. В свободное время они собираются у Саймона и Алиши. И у каждого теперь новая способность: Саймон может заглядывать в будущее, Келли стала гением ракетной техники, Алиша видит глазами других людей, а Кёртис по желанию может сменить свой пол. Нейтан же отправился в Лас-Вегас с Марни и ребёнком, чтобы с помощью своей новой способности обчищать казино. Вскоре ребята знакомятся с парнем по имени Руди, который невольно втягивает их в неприятности. Как выяснилось, Руди и сам обладает сверхспособностью. Он может вызывать своего двойника, который, тем не менее, совершенно отличается от него по характеру. Из-за недопонимания блондинка по имени Таня, с которой Руди выполняет свою общественную отработку, начинает мстить ему. Ситуация накаляется, когда ребята понимают, насколько опасной способностью она обладает. |            |                                   |                                  |                |                 |
| 15 | 2          | «Episode Two» «Второй эпизод»     | Уэйн Че Йип и Алекс Гарсия Лопез | Говард Оверман | 6 ноября 2011   |
| Кёртис снова хочет бегать, но не может, так как он на исправительных работах. Но он пользуется своей способностью, превращается в девушку и записывается в беговой кружок. Он счастлив, так как снова может бежать. Но её тренером оказывается озабоченный человек. Он собирается её изнасиловать, но в это время девушка превращается в Кёртиса и избивает тренера. В конце тренер также хочет изнасиловать подругу Кёртиса, но Кёртис спасает её. Потом они связывают голого тренера и прикрепляют надпись "Я накачиваю девушек наркотиками и насилую их". |            |                                   |                                  |                |                 |
| 16 | 3          | «Episode Three» «Третий эпизод»   | Уилл Синклэйр                    | Говард Оверман | 13 ноября 2011  |
| У Саймона появляется друг, у которого оказывается суперспособность: он рисует комиксы, и то, что на его рисунках, обязательно происходит в реальности. Новый друг ссорит Саймона с его девушкой и всячески вмешивается в жизнь. Наконец, Саймон понимает это и убивает художника. Однако художник сам нарисовал своё убийство. |            |                                   |                                  |                |                 |
| 17 | 4          | «Episode Four» «Четвёртый эпизод» | Уэйн Че Йип и Алекс Гарсия Лопез | Говард Оверман | 20 ноября 2011  |
| Еврей, переживший войну и воспитывавшийся в семье немцев, решает вернуться в прошлое и отомстить за смерть близких ему людей. Воспользовавшись своей суперспособностью, он перемещается во времени прямо в кабинет Гитлера. В жестокой схватке с Гитлером его ранят, и он, чтобы спасти свою жизнь, отправляется в настоящее. Но во время битвы с Гитлером он нечаянно роняет свой телефон. Немцы завладевают технологией мобильной связи, и благодаря этому выигрывают войну. Настоящее изменилось — вокруг нацизм. Главные герои сериала тоже работают на нацистов. Нацисты находят человека, торгующего суперспособностями, и заставляют его работать на себя. Еврей оказывается в тюрьме, но немцы узнают, что он может перемещаться во времени. И для того, чтобы устранить угрозу (еврей может вернуться в прошлое и убить Гитлера снова) убивают его. Но человек, торгующий способностями, успевает забрать эту способность у него и передаёт её Келли. Она отправляется в прошлое и отбирает у Гитлера мобильный телефон. Мир спасён. |            |                                   |                                  |                |                 |
| 18 | 5          | «Episode Five» «Пятый эпизод»     | Уилл Синклэйр                    | Джон Браун     | 27 ноября 2011  |
| Оказывая социальную помощь местному госпиталю, Келли меняется телами с Джэн, жертвой комы. Джэн, будучи в теле Келли, уходит из госпиталя, оставив настоящую Келли в коме. В конце эпизода Джен в теле Келли убивает нынешнего надзирателя который перед смертью узнаёт о существовании способностей. Отбросы уговаривают Джен вернуться в своё тело. Надзирателя Закапывают на свалке. |            |                                   |                                  |                |                 |
| 19 | 6          | «Episode Six» «Шестой эпизод»     | Джонатан Ван Туллекен            | Джон Браун     | 4 декабря 2011  |
| Руди напивается в клубе и занимается сексом с одной девушкой. Перед половым актом девушка спрашивает Руди, будет ли он встречаться с ней после секса. Руди лжёт, и девушка, воспользовавшись своей способностью, угрожает его здоровью. Кёртис внезапно превращается в девушку и не может превратиться обратно в себя. Оказывается, что он беременный. Он идёт к хранителю способностей, и Сет предлагает ему сделку: он забирает у Кёртиса способность, а взамен передаёт способность воскрешать мёртвых. Также Кёртис должен оживить девушку хранителя. Кёртис соглашается. |            |                                   |                                  |                |                 |
| 20 | 7          | «Episode Seven» «Седьмой эпизод»  | Уилл Синклэйр                    | Говард Оверман | 11 декабря 2011 |
| Когда Сет наконец-то находит свою силу, он использует её, чтобы вернуть к жизни свою мёртвую экс-подружку Шеннон. Но вскоре он осознаёт, что новая сила имеет неожиданные последствия - у Шеннон неожиданно возникает вкус к крови. Сет разрывается между любовью к Келли и чувством вины за смерть Шеннон. В то же время пятёрку атакуют зомби-болельщицы. |            |                                   |                                  |                |                 |
| 21 | 8          | «Episode Eight» «Восьмой эпизод»  | Джонатан Ван Туллекен            | Говард Оверман | 18 декабря 2011 |
| В заключительной серии находится человек с суперспособностью не только говорить с мёртвыми, но возвращать их к жизни. Так, он нечаянно возвращает Салли (надзирателя). Но мёртвые просто так не возвращаются, у каждого есть свои незавершённые дела. Салли же полагает, что её дело - отомстить Саймону. В то же время человек с суперспособностью возвращает к жизни первого надзирателя. Он извиняется перед ребятами за своё поведение. Затем он встречает Салли. Они до сих пор любят друг друга. На этом они исчезают, то есть их миссия была просто найти друг друга. Тем временем воскрешают ещё одну даму - "святошу". Та девушка, которая делала всех хорошими. Она же говорит, что Бога нет, и провела свою жизнь зря. Она начинает курить, пить, заниматься сексом. Но даже после всего этого она не исчезала. Руди рассказывает ей, что некоторые духи возвращаются чтобы отомстить. Она берёт нож и убивает Алишу. Алиша мертва. Саймон понимает, что именно сейчас настало время вернуться в прошлое.                          |            |                                   |                                  |                |                 |

### Сезон 4 (2012)
| № общий | № в сезоне | Название                          | Режиссёр              | Автор сценария | Дата премьеры   |
| --- | ---------- | --------------------------------- | --------------------- | -------------- | --------------- |
| 22 | 1          | «Episode One» «Первый эпизод»     | Нирпал Бхогал         | Говард Оверман | 28 октября 2012 |
| Новые члены банды Финн и Джесс присоединяются к общественным работам и встречают Руди, который выдает себя за их надзирателя. Тем временем, Сет пытает человека в другой комнате, расспрашивая его о местонахождении таинственного кейса. Финн и Джесс, которые начинают все более настороженно относиться к Руди и Сету, находят Кертиса, который был заперт в морозильную камеру и сразу же выскакивает, отчаянно пытаясь найти пропавший кейс. Руди подходит к Финну и Джесс, предлагая напитки, и начинает объяснять, что же происходит. Оказывается, хозяина кейса однажды одолела жадность, и поэтому он убил своего сообщника. Затем его поразил печально известный шторм, который сделал так, что каждый, кто прикоснулся к нему, начинает чувствовать непреодолимое желание завладеть кейсом. Днем ранее этот мужчина, раненый, забежал в общественный центр с прикованным наручниками кейсом. Как только Руди, Сет и Кертис прикоснулись к нему, они были инфицированы навязчивым желанием украсть портфель, который позже кто-то похитил. Руди и Сет сплотились и заперли Кертиса в морозильник, чтобы убрать его. Руди заканчивает рассказывать эту историю и объявляет Финну и Джесс, что подсыпал наркотики в их напитки. Он запирает их в морозильнике, и они также заражаются от загадочного мужчины с кейсом. Их спасает двойник Руди, который знает, где кейс и показывает им его. Финн быстро крадет кейс и бежит на крышу общественного центра. Его догоняют Джесс, Руди, Сет и Кертис с топорами и бензопилами. Хозяин кейса следует за ними, хватает портфель и падает со здания, встречая свою смерть. Деньги разлетаются по ветру, и теперь все освобождены от проклятия. Финн, Джесс, Кертис и Руди хоронят мужчину и по возвращении в общественный центр встречают их нового надзирателя — Грега, строгого человека со злостными методами управления. В конце серии показан Финн, который возвращается домой и заходит в свою комнату. Там находится светловолосая девушка по имени Сэди, привязанная к его кровати. Но Финн продолжает разговаривать с ней, как ни в чём не бывало. |            |                                   |                       |                |                 |
| 23 | 2          | «Episode Two» «Второй эпизод»     | Нирпал Бхогал         | Говард Оверман | 4 ноября 2012   |
| У героев новое задание на общественных работах. Они должны позировать слепым художникам. Кертис выбил у Руди право позировать самой красивой художнице Элли. Руди негде жить. Он напрашивается к Финну на ночлег. Финн всеми силами пытается скрыть, что в его доме находится в заточении девушка. И всему виной её сверхспособность… |            |                                   |                       |                |                 |
| 24 | 3          | «Episode Three» «Третий эпизод»   | Нирпал Бхогал         | Говард Оверман | 11 ноября 2012  |
| Руди и его мрачный двойник вынуждены объединиться против давно забытого персонажа из их общего прошлого. Смогут ли они договориться раньше, чем их убьёт маньяк? Джесс запала на бармена, Кертис воюет с новой практиканткой-надзирательницей, а Финн пытается разобраться в отношениях со своей мачехой. |            |                                   |                       |                |                 |
| 25 | 4          | «Episode Four» «Четвёртый эпизод» | Джонатан Ван Туллекен | Говард Оверман | 18 ноября 2012  |
| Руди мешает Финну многочисленными девушками, с которыми всё время занимается сексом в неподходящих местах. После того как Руди срывает все попытки Финна сблизиться с Джесс, Финн выгоняет Руди жить в подвал. Практикантка-надзирательница Лола оказывается актрисой, которая играла роковую женщину, и вследствие грозы застрявшая в своем образе. Она заставляет Кертиса убить бывшего парня. Кертис пытается разобраться и воскрешает убитого. Однако всё идёт не так, и Кертиса кусает зомби. Пытаясь сдержать растущую жажду плоти, он питается мелкими животными. Вскоре его застает за этим занятием Руди. Ребятам приходится тянуть жребий, кто должен убить Кертиса. Однако их избавляет от этого новый парень Лолы, который пытается убить Кертиса за то, что тот якобы причинил ей боль. Однако у него не хватает духа на это. Тогда Лола убивает парня выстрелом в спину и стреляет в грудь Кертису. Он не умирает и кусает Лолу. Потом Кертис убивает её, прощается по телефону с Руди и остальными и стреляет себе в голову… |            |                                   |                       |                |                 |
| 26 | 5          | «Episode Five» «Пятый эпизод»     | Джонатан Ван Туллекен | Говард Оверман | 25 ноября 2012  |
| Финн находит своего отца. Его отец серьёзно болен и близок к смерти. Также Финн знакомится со сводной сестрой. Позже молодой человек выясняет, что его сестра знает о болезни отца больше, чем говорит окружающим… Также Финн продолжает следить за Алексом, чтобы доказать Джесс, что бармен ей не пара… |            |                                   |                       |                |                 |
| 27 | 6          | «Episode Six» «Шестой эпизод»     | Джонатан Ван Туллекен | Джон Браун     | 2 декабря 2012  |
| Наши герои попадают на убойную вечеринку, где их преследует таинственный кролик-убийца. Здесь они знакомятся с девушкой по имени Эбби, которая и убивает кролика. Руди встречает загадочную девушку Надин. Он впервые в жизни влюбился. Алекс открывает Джесс свою тайну. Смогут ли они теперь быть вместе? |            |                                   |                       |                |                 |
| 28 | 7          | «Episode Seven» «Седьмой эпизод»  | Душан Лазаревич       | Джон Браун     | 9 декабря 2012  |
| Алекс отправляется на поиски члена, который у него отняла неизвестная девушка. Джесс обеспокоена за Алекса, так как она не знает, на какие безумства способен её парень, к тому же прихвативший на выручку пистолет. Руди не может забыть девушку, с которой познакомился на похоронах. Остальные девушки перестали его интересовать. Эбби рассказывает, что потеряла память во время грозы. Финн злится, так как, несмотря на то, что у красавчика бармена вместо прибора «пилотка», Джесс всё равно предпочитает быть с ним. |            |                                   |                       |                |                 |
| 29 | 8          | «Episode Eight» «Восьмой эпизод»  | Душан Лазаревич       | Говард Оверман | 16 декабря 2012 |
| Руди приходит навестить Надин, но она говорит, что они больше не могут видеться. Он начинает молиться за свои грехи. Надзиратель Грег становится другим, не таким дерзким, каким казался. Надин сбегает из монастыря к Руди, но монашки это замечают и возвращают её, усыпив хлороформом. Руди пытается увидеться с Надин, но монастырь закрывают, пытаясь скрыть её от Руди. Тогда он решает вместе с остальными вернуть Надин. После успешной «операции» ребята ссорятся. Джесс злится на Алекса, потому что тот переспал с другой девушкой, а Финн злится на Алекса из-за Джесс. Видя всё это, Надин, сама того не желая, вызывает четырёх всадников Апокалипсиса. |            |                                   |                       |                |                 |

### Сезон 5 (2013)
| № общий | № в сезоне | Название                          | Режиссёр         | Автор сценария | Дата премьеры   |
| --- | ---------- | --------------------------------- | ---------------- | -------------- | --------------- |
| 30 | 1          | «Episode One» «Первый эпизод»     | Уильям Макгрегор | Говард Оверман | 23 октября 2013 |
| В подарок к донорскому легкому Алекс получает новую способность. Второй Руди стал посещать группу поддержки людей, пострадавших от странной грозы. Финн становится главным агентом дьявола, позже на его сторону переходят и остальные. Единственным, кого не успела затронуть способность Финна, остался Алекс, и он решает спасти всех весьма необычным способом. |            |                                   |                  |                |                 |
| 31 | 2          | «Episode Two» «Второй эпизод»     | Уильям Макгрегор | Говард Оверман | 30 октября 2013 |
| Руди видит своего отца с другой женщиной и пытается выяснить, что происходит, в этом ему помогает Джесс. Джеф (отец Руди) ведёт себя слишком агрессивно с любовницей и грозится расправиться с ней, если она уйдёт от него. Вскоре Руди и Джесс узнают, что у Джефа есть способность - создание двойника, и двойник - это агрессивный и изменяющий жене Джеф. Эбби находит шарф, запах которого "сводит её с ума", она пытается найти его хозяина. В группе поддержки людей со способностями, в которую ходит второй Руди, появляется Сэм - парень, который умеет летать, и второй Руди понимает, что Сэм есть на свитере, который дала ему женщина, вяжущая будущее. Эбби знакомится в баре с Лорой, владелицей шарфа. |            |                                   |                  |                |                 |
| 32 | 3          | «Episode Three» «Третий эпизод»   | Уильям Макгрегор | Говард Оверман | 6 ноября 2013   |
| Эбби пропала, и Алекс, Руди, Джесс и Фин отправляются на её поиски. Они находят её, занимающуюся любовью с Лорой. Фин замечает, что надзиратель испытывает к нему чувства и старается избегать его. Это приводит к тому, что Фин толкает надзирателя, и тот, упав на землю, теряет сознание. К Эбби возвращаются странные воспоминания и, при обсуждении их с Лорой, Эбби понимает, что она её вымышленный друг, который после грозы стал реальным. В детстве Эбби защищала Лору от страшилы (так Лора называла Буги мена), вскоре они узнают, что страшила тоже стала реальной. Второй Руди замечает, что первому Руди нравится Джесс. |            |                                   |                  |                |                 |
| 33 | 4          | «Episode Four» «Четвёртый эпизод» | Лоуренс Гоф      | Джон Браун     | 13 ноября 2013  |
| Второй Руди пропал,но всех остальных это не сильно беспокоило, пока первый Руди не узнаёт своего двойника в старике. Старик не особо разговорчив, и остальным трудно понять, почему он так стремительно постарел. Эбби предположила, что он мог стать таким из-за кого-то, кто находится в группе поддержки людей со способностями, в которую ходил второй Руди. Эбби, Фин и первый Руди отправляются туда, Джесс остаётся со вторым Руди. Фин выдвигает идею: первый Руди должен сделать вид, что он второй Руди. Тот, кто удивится его молодости, тот и есть виновник происшествия, однако никто из присутствующих не удивляется его появлению. В группе Эбби узнаёт о Марке, человеке, который стал черепахой, а Финн знакомится со Стюартом,у которого весьма необыкновенная способность. Если кто-то высказывает своё подозрение о его гомосексуальности, то он телепортируется в шкаф или замкнутое помещение. Пока что судьба второго Руди волнует всех, кроме первого Руди, но после того как Джесс отчитывает его за безответственное поведение, он начинает волноваться за двойника. Первый Руди пытается стать для Джесс больше, чем другом, она отвечает ему взаимностью. Вскоре первый Руди находит парня, который постарил второго Руди. Парень пытается убить двойника, но первый Руди ему в этом мешает. Руди заставляет парня превратить своего двойника обратно в молодого. Алекс решает снова начать использовать свою способность во благо. Джесс соглашается на свидание с Руди. |            |                                   |                  |                |                 |
| 34 | 5          | «Episode Five» «Пятый эпизод»     | Лоуренс Гоф      | Говард Оверман | 20 ноября 2013  |
| Девушка Лия обладает способностью проникать в мозг людей и переносить их в виртуальную реальность. Фин встречает девушку в группе поддержки и идет с ней на свидание после того, как случайно выплюнул печенье на её волосы. Когда они снова встречаются, девушка совершенно не узнает Фина. Лия, которая проникла в мозг девушки, переносит сознание Фина в виртуальную вселенную, из которой он не может сбежать. Этим Лия пытает добиться того, чтобы быть с Фином. Ребята находят Фина без сознания в кровати Лии в реальном мире. Алекс крадет флэшку, на которой записан разум Фина, тем самым давая ему возможность сбежать из цифровой реальности. Лия проникает в мозг Алекса с помощью звонка с телефона Фина, который тот оставил в её квартире. Алекс психует, крадет Фина и прибивает Руди, Джесс и Эбби к полу гвоздями. Хелен находит и освобождает их. Фин и Лия начинают встречаться после того как возвращаются к реальной жизни. Тем временем Руди снимает Джесс в туалете на видео для того, чтобы Фину было легче пережить что они с Джесс вместе. В результате, Руди отправляет видео всем контактам, в том числе и Джесс. Она прощает его и они целуются наверху общественного центра |            |                                   |                  |                |                 |
| 35 | 6          | «Episode Six» «Шестой эпизод»     | Льюис Арнольд    | Говард Оверман | 27 ноября 2013  |
| В общественном центре организован досуг для смертельно больных людей, а герои должны их развлекать. Чернокожий парень больной раком умеет через объятия забирать здоровье других. Обняв его из жалости Финн потерял интерес к жизни и Алекс в последний момент достал его из петли. Не сразу разобравшись кто это сделал, ребята все же убедили больного парня вернуть здоровье их другу. У Руди и Джесс возникли первые сложности сексуального характера. Обиженная Алексом девушка , которой он отказал в помощи наслала на него цыганское проклятье. Но осознав свою вину, он извинился и девушка сняла проклятье. Второй Руди наконец находит четвертого супергероя со свитера, который ему связала Мэгги. |            |                                   |                  |                |                 |
| 36 | 7          | «Episode Seven» «Седьмой эпизод»  | Льюис Арнольд    | Джон Браун     | 4 декабря 2013  |
| Эбби и Руди второй устраивают вечеринку в честь своего Дня Рождения. Руди и Руди второй решают окончательно разделиться. На вечеринке после экстази, которое выворачивает способности наизнанку, Джесс ослепла, а Алекс передал во время секса все забранные раннее способности случайной подруге, в том числе и агента сатаны. Финн узнал о Руди и Джесс. Руди второй наконец познакомил супергероев: Хелен – электродевушку, Карен-невидимку и Сэма -умеющего летать; но ребятам не удалось найти общий язык. Сара – новый агент сатаны, пытается завербовать Алекса, но, использовав способность притягивать неприятности, он подстраивает несчастный случай. Со смертью Сары уходит гипноз, которым она раннее завербовала Джесс, Руди и Фина. Тем временем Тим - парень, живущий в компьютерной игре, слетает с катушек и нападает на Хелен, защищая её, Карен убивает его ножницами и это происшествие сближает четверку. В конце Джесс и Руди ругаются на крыше из-за свитера, связанного Мэгги, на котором изображена Джесс с ребенком. Руди пугает ответственность. |            |                                   |                  |                |                 |
| 37 | 8          | «Episode Eight» «Восьмой эпизод»  | Уэйн Йип         | Говард Оверман | 11 декабря 2013 |
| Последний день отработок. Руди второй обустроил геройскую берлогу для своих друзей с суперспособностями. Джесс все еще сердита на Руди за его панику по поводу ребенка. В баре она знакомится с Люком, они переспали, и Люк, который обладает способностью перемещаться во времени, переносит её насильно в будущее на год. Растерянная Джесс обнаружила, что она с Люком живут вместе и у них ребенок. Она идет в общественный центр, где находит Фина, он теперь стажер-надзиратель. Они идут в бар, где встречают Алекса и Эбби, они рассказывают Джес, что искали её год. И все, кроме Руди, думали, что она умерла. Руди, опустившийся, грязный и вонючий, он больше Джесс рад её ребенку и искренне привязывается к малышу, попутно разбудив материнский инстинкт в Джесс. Тройка героев, созданная Руди вторым, тоже изменилась за год. Из ребят, несущих порядок людям, они превратились в убийц, царящих самосуд. Помогая Руди второму обуздать их, ребята сначала обезвреживают летающего Сема и невидимую Карен, а затем Руди ценой своей жизни убивает электро-Хелен. Похоронив Руди, Джесс идет домой, укладывает ребенка и произносит «Это все ради тебя». Пришедший Люк находит её с перерезанными венами и, нервничая, переносит в прошлое. Джесс-настоящая, получившая послание Джесс из будущего, знакомится с Люком, спит с ним, убивает и мирится с Руди, понимая, что любит его. А затем рассказывает все ребятам. Руди второй не даёт объединиться трио-героям и превратиться в убийц, и они с Хелен решают уехать путешествовать. Руди, Джесс, Алекс, Эбби и Фин решают объединиться ради добра и всерьёз взяться за свои жизни, чтобы не остаться навсегда кучкой отбросов. Напоследок Руди говорит, что скоро произойдёт что-то грандиозное. В небе появляется гроза, а потом белая вспышка. |            |                                   |                  |                |                 |